# Fotla Corona
Fotla Corona est une corona de 150 km de diamètre située sur la planète Vénus par 58,5° S et 163,5° E, au sud de Dsonkwa Regio, à l'est d'Imapinua Planitia et à l'ouest de Nsomeka Planitia.

## Géologie
La région de Fotla présente une variété de structures d'origine tectonique, notamment trois farra de taille décroissante du nord au sud (le plus grand au nord a un diamètre d'environ 35 km) alignés sur une ligne qui coupe la corona dans sa partie occidentale. Un réseau assez complexe de fractures est visible au nord-est, parmi lequel d'autres structures volcaniques sont visibles, sans doute par suite d'épanchements de lave à travers des fractures préexistantes, entraînant l'effondrement des terrains situés au-dessus une fois la lave sortie du sous-sol.
Un ensemble de dômes volcaniques alignés sur la partie méridionale de la circonférence de la corona est également bien visible, ainsi qu'une zone de terrains lisses au centre de la formation, peut-être de la lave récente. Toutes ces observations soulignent le rôle central du volcanisme dans la genèse des coronae.